# Günter Dührkop
Günter Dührkop (* 26. Juli 1925 in Coburg; † 27. Oktober 2000 in Lauscha) war ein deutscher Maler und Grafiker.

## Leben
Nach dem Oberrealschul-Abschluss wurde Dührkop zum Reichsarbeitsdienst und dann zur Wehrmacht einberufen. Zuerst diente er in den Niederlanden und dann im Weichselbogen. Dort erlitt er eine schwere Verwundung, die ihn zeitlebens behinderte. Sein kurzzeitiger Aufenthalt als Soldat in Italien gab vielleicht einen wesentlichen Impuls für seine spätere Entwicklung als Maler.
Nach seiner Rückkehr nach Lauscha arbeitete er einige Zeit bei seinem Vater in dessen Lebensmittelgeschäft. Nebenbei beschäftigte er sich autodidaktisch mit Malerei. Bei dem Plastiker und Glastier-Gestalter Theo Boehm und bei dem Maler und Glasbläser Ernst Precht holte er sich viele Anregungen, bevor er als Lehrkraft für Zeichnen bei der Ausbildung von Glasbläserlehrlingen mitwirkte.
Als er an der Weimarer Kunsthochschule seine Arbeiten vorlegte, war man positiv überrascht, so dass er von der dort tätigen Auswahlkommission bereits 1951 als Kandidat in den Verband Bildender Künstler der DDR aufgenommen wurde. 1954 wurde er Vollmitglied. Dührkop arbeitete als freischaffender Künstler in Lauscha und gab auch privaten Zeichenunterricht. Einer seiner Schüler war der spätere Glasgestalter Peter Fiedler.
1977 wurde Dührkop mit dem Max-Reger-Preis geehrt.
Ausstellungen seiner Werke waren in Arnstadt, Eisfeld, Meiningen, Suhl, Bad Köstritz, Lauscha, Sonneberg, Eisenberg, Jena, Rausdorf, Oppurg und Smoljan zu sehen.

## Werke (Auswahl)
- MTS Oberlind beim Nachtdrusch (um 1958, Öl)[1]
- Lauschaer Häuser im Winter (1963, Öl auf Hartfaser, 78 × 93 cm)[2]
- Stillleben mit Cosmea (1966, Öl)[3]
- Drei Mädchen im Park (1968, Öl auf Leinwand; Galerie Neue Meister Dresden)[4]
- Die Familie Konrad Knebel (1976, Öl auf Hartfaser, 118 × 130 cm; Kunstarchiv Beeskow)[5]
- Bildnis K. Knebel (1978, Öl, 110 × 80 cm)[6]

## Teilnahme an zentralen und wichtigen regionalen Ausstellungen in der DDR
- 1957: Berlin, Ausstellungspavillon Werderstraße („Junge Künstler der DDR“)
- 1958/1959, 1967/1968, 1972/1973 und 1977/1978: Dresden, Deutsche Kunstausstellungen bzw. Kunstausstellungen der DDR
- 1969: Leipzig („Kunst und Sport“)
- 1971, 1975 und 1984: Suhl, Bezirkskunstausstellungen